# لینوکس فرمت
لینوکس فرمت (به انگلیسی: Linux Format) اولین مجله اختصاصی لینوکس در بریتانیا است که تا سال ۲۰۱۳ پرفروش‌ترین عنوان لینوکس در بریتانیا بود. همچنین به بسیاری از کشورهای جهان صادر می‌شود. این مجله توسط فیوچر پی‌ال‌سی منتشر می‌شود (این مؤسسه علاوه بر این تعدادی مجلات کامپیوتری دیگر تولید می‌کند). لینوکس فرمت معمولاً به اختصار LXF خوانده می‌شود و شماره جلوی آن با پیشوند عدد به شماره آن نسخه اشاره دارد (به عنوان مثال، LXF ۱۰۲ به شماره ۱۰۲ اشاره دارد).

## تاریخچه
این مجله در سال ۱۹۹۹ به عنوان یک نسخه آزمایشی به نام پاسخ‌های لینوکس آغاز به کار کرد و پس از راه‌اندازی و تولید توسط یک تیم کوچک متشکل از ویرایشگران نیک ویچ و هنری کریس کروکس و همچنین نویسنده کارکنان، ریچارد دراموند که صفحه‌های اصلی و ظاهر مجله را طراحی کردند، در ماه مه ۲۰۰۰ با انتشار نام لینوکس فرمت آغاز به کار کرد.
در حال حاضر لینوکس فرمت دارای نسخه‌های ترجمه شده در ایتالیا، یونان و روسیه است. بسیاری از مجلاتی که در سراسر جهان منتشر می‌شوند، عمدتاً در ایالات متحده آمریکا، فروشگاه‌های بارنز اند نوبل، و همچنین دیگر فروشگاه‌های بزرگ کتاب فروخته می‌شوند.
مقالات لینوکس فرمت به‌طور منظم دارای مجموعه‌های طولانی و آموزش‌های عملی هستند و به کاربران اجازه می‌دهند تا مهارت‌های خود را در استفاده از سیستم عامل لینوکس و برنامه‌های نرم‌افزاری مرتبط با آن گسترش دهند. خوانندگان نیز تشویق می‌شوند تا به مشارکت بپردازند.
لینوکس فرمت بازار بریتانیا را با نسخه انگلیسی زبان مجله لینوکس و قبلاً با مجله کاربر و توسعه دهنده لینوکس که در سپتامبر ۲۰۱۸ متوقف شد، به اشتراک می‌گذارد.